# Józefinowo (powiat obornicki)
Józefinowo – wieś w Polsce położona w województwie wielkopolskim, w powiecie obornickim, w gminie Rogoźno. Jest częścią sołectwa Parkowo.
W latach 1975–1998 miejscowość należała administracyjnie do województwa pilskiego.